# Le Boulay (Vosges)
Le Boulay is een Franse plaats in de gemeente La Neuveville-devant-Lépanges in het departement Vosges in de regio Grand Est.

## Geschiedenis
Le Boulay was een zelfstandige gemeente tot op 1 januari 1973 het een commune associée werd van de gemeente La Neuveville-devant-Lépanges.

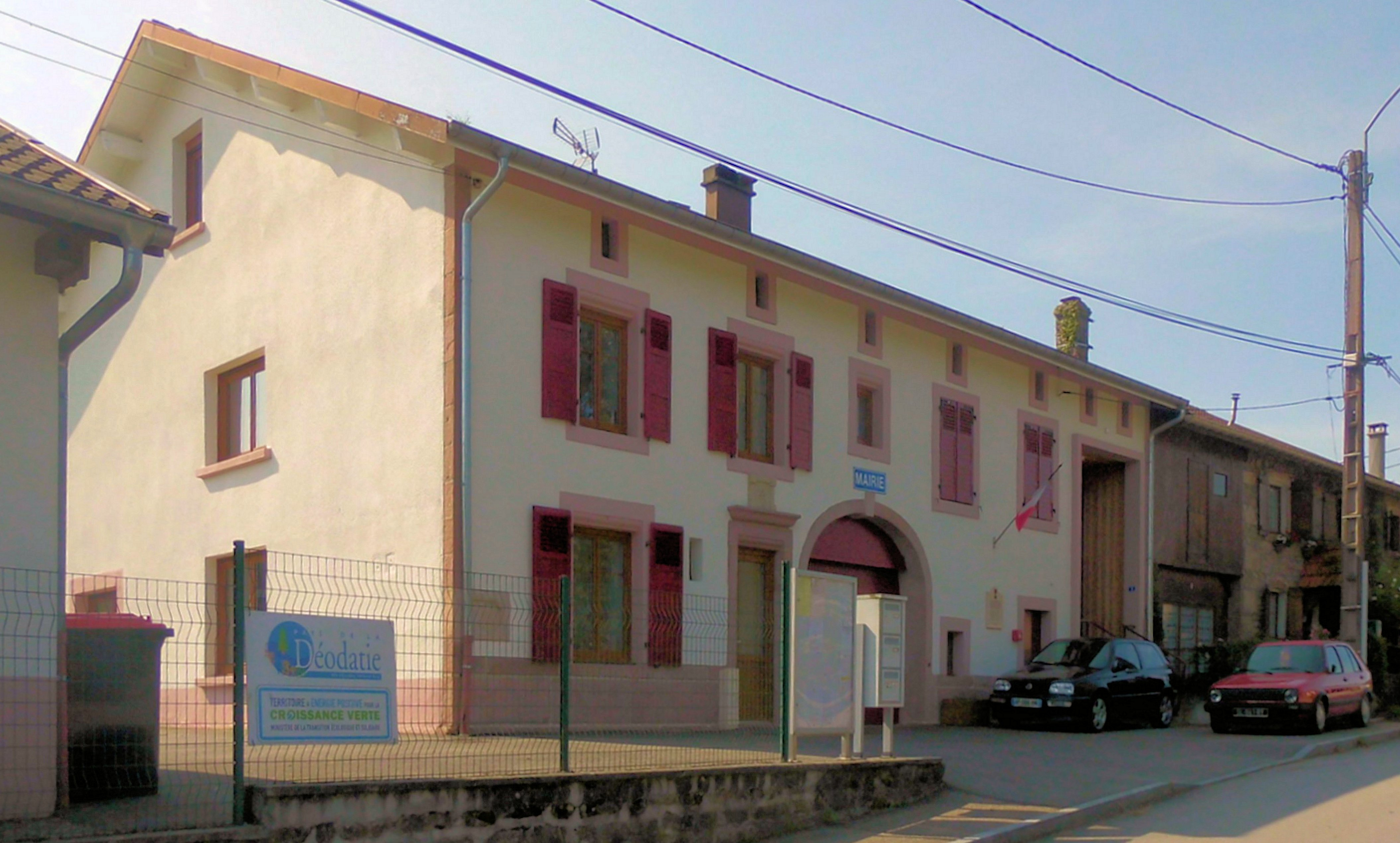
Voormalig gemeentehuis